# Социјалдемократија (Србија)
Социјалдемократија (СД) је била политичка странка у Србији. Основана је 12. јула 1997. године. Њени оснивачи били су др Вук Обрадовић, проф. др Павић Обрадовић и др Душан Јањић, и по неким изворима је материјално помагана од стране бизнисмена Богољуба Карића.
Странка је имала буран и динамичан развој, и на парламентарним изборима 1997. године освојила је више од 100 000 гласова. Била је оснивач Савеза за промене и Демократске опозиције Србије.
Учествовала је у многим активностима које су за циљ имале демократске промене. Била је међу главним организаторима петооктобарских дешавања.
После парламентарних избора 2000. године, на којима је учествовала у оквиру коалиције ДОС, СД је имала девет посланика у републичком парламенту и три посланика у савезном парламенту. Председник Социјалдемократије, Вук Обрадовић, био је потпредседник у Републичкој Влади др Зорана Ђинђића али је убрзо, после Секс афере смењен са тог места, а Социјалдемократији су, од стране ДОС-а, одузети сви посланички мандати. Секс афера била је прекратница у развоју СД.
Након афере Вука Обрадовића, странку је преузео Слободан Орлић, који је касније покренуо иницијативу спајања са Социјалдемократском унијом (СДУ) Жарка Кораћа, што је довело до формирања Социјалдемократске партије (СДП). Група чланова која је била лојална Вуку Обрадовићу и није се слагала са тим потезом је одржала део партије независним од спајања, па је СД наставио да постоји.
СД је учествовала на парламентарним изборима 2003. и парламентарним изборима 2007. године, али је на њима освојила изузетно мали број гласова. До брисања је била ванпарламентарна странка.
Од децембра 2006. године на челу СД је био адвокат Ненад Вукасовић, који је у јавности познат као адвокат Звездана Јовановића, оптуженог за убиство др Зорана Ђинђића. Доласком Вукасовића на чело СД, дошло је до снажног заокрета у раду и ставовима СД, али је странка угашена 2010. након што није скупила довољан број потписа како би се, због новог закона о политичким странкама, поново регистровала.

## Предсједници
| Име и презиме   | Мандат     |
| --------------- | ---------- |
| Вук Обрадовић   | 1997—2006. |
| Ненад Вукасовић | 2006—2010. |

## Резултати на парламентарним и председничким изборима
| Избори             | Коалиција | # гласова | % од важећих | # посланика | Влада                |
| ------------------ | --------- | --------- | ------------ | ----------- | -------------------- |
| 23. децембар 2000. | ДОС       | 2.402.387 | 64,1%        | 9 / 250     | Влада Зорана Ђинђића |